# José Manuel Suárez (poeta)
José Manuel Suárez (Piedres Negres de Villoria, Laviana, Asturias, 1949) es un poeta, periodista y profesor universitario español.

## Biografía
José Manuel Suárez nació en Piedres Negres, Villoria (Laviana, Asturias) en 1949. En Madrid estudió Periodismo (Universidad Complutense de Madrid) y Filosofía (Universidad de Comillas). Ejerció el periodismo durante más de 30 años en el diario Ya (redactor) y en la revista Nueva Empresa (subdirector). Entre 1989 y 2014 fue profesor de Ética y Filosofía en la Universidad San Pablo-CEU. Desde 2018 es director de la revista Licencia Poética y de la colección de poesía de la editorial Libros del Aire. 

## Obra

### En sigilo de llama(Adonáis, 1994)
Fue reseñado en ABC por Trinidad de León-Sotelo y en Blanco y Negro por el académico de la lengua Manuel Alvar, quien elogió la obra «por la hondura de su pensamiento y por la perfección formal de sus versos». «Los poemas cobran un sesgo de haiku en la alusión elusiva (…). No establezco coincidencias, sino delicadeza espiritual para percibir el mundo que nos rodea», resaltó Manuel Alvar, que acabó su reseña escribiendo: «Quisiera ser el primero en decir que ha nacido un gran poeta».

### Desde más luz(Calambur, 1996)
Antonio Astorga destacó en ABC que «Desde más luz es un canto a la claridad, a la tranquilidad y a la paz», y Antonio Colinas (Premio Nacional de Literatura) escribió el epílogo de la obra, titulado "Constelación de símbolos", señalando que en ella «el autor, más que decir, pretende sembrar (...), recuperar la escogida función de un tipo de poesía que sintoniza con el mundo y que (...) permite hallar caminos de trascendencia, la luz del propio conocimiento». Concluía Antonio Colinas que «decir y no decir al mismo tiempo es la palabra poética, pero pocas veces -ésta es una de ellas- el decir germina en verdad y el no decir revela luz nueva».

### La tierra en tantas manos(FundaciónJorge Guillén, 1998)
Luis María Anson en La Razón, escribió: «los poemas de Suárez son conceptuales, rítmicos y trascendentes. Se debaten entre el existencialismo y la melancolía y estremecen». El académico de la lengua nota en los poemas de La tierra en tantas manos «la presencia de Cernuda, Guillén, Aleixandre, Brines, Hölderlin, pero también cuando se refiere al ciervo herido por su sombra, de Lorca y el amor oscuro y, más al fondo, de San Juan y el verso vulnerado».

### Que en pan crecía(Calima, 2002)
Con portada de Cristino de Vera, Premio Nacional de Artes Plásticas de 1998. Sobre este libro escribió Antonio Puente en La Razón: «Estamos ante una poesía de ofrenda y de plegaria, y de inusitada celebración del mundo. Una poesía que intertextualiza a la vez con Paul Celan y San Juan de la Cruz, y a ratos se agrava también con los ecos reflexivos del último Aleixandre».

### En sed de alianza(Adonáis, 2006)
Fue reseñado en el suplemento cultural del diario ABC por Luis García Jambrina, para quien el poemario refleja «una vivencia trascendente del sufrimiento, con toda su capacidad transformadora y reveladora», en la que «la palabra redentora y salvadora adquiere todo su protagonismo», generando «una poesía en la que el dualismo se resuelve en unión; la tensión, en canto; y el dolor, en serenidad».

### Tras la huella de un ala(Edifsa, 2009)
Recibió el XII Premio Ciudad de Salamanca de Poesía 2008. El jurado del premio destacó la originalidad de la obra, unificada a través de la figura del petirrojo. El propio autor comenta al final del poemario: «Estas páginas tienen como hilo unificador a un pajarillo solitario que vive cerca de nosotros. El término "raitán", reiteradamente empleado a lo largo del libro, es la palabra con que en algunas partes de mi tierra de Asturias se nombra al petirrojo. Alegoría de una búsqueda sin término -sólo cumplida en don inmerecido-, mi pajarillo solitario vuela cuando quiere a mi ventana».

### Oigo unos ojos. Misereres y payasos de Rouault(Tansonville, 2010)
La nota de prensa de la editorial destacaba que «el desencadenante que pone en marcha la indagación del autor en este libro son los cuadros del pintor y grabador francés Georges Rouault, creador de una obra de tan hondo como infrecuente compromiso moral». Pedro Ontoso en El Correo. destacó que el motor del libro es «la omnipresente realidad del sufrir» y que «Suárez (...) escribe y pule. Y vuelve a pulir. Hasta que separa el mineral de la escoria» Ainhoa Sáenz de Zaitegui en El Cultural resumió Oigo unos ojos como «lo realmente importante, contado por alguien a quien le importa. Sin imposturas. Deslumbrante»

### La velocidad de los muertos(Pre-Textos, 2010)
Supone un homenaje al libro Los muertos de José Luis Hidalgo. Fue reseñado por Luis García Jambrina en el suplemento cultural del diario ABC, como poesía «de alta tensión verbal y espiritual», destacando un lenguaje «de gran dinamismo, concreción y plasticidad (...) con abundantes aliteraciones expresivas», que conforma poemas «de carácter eminentemente existencial y gran fuerza expresiva» y que parten «de situaciones aparentemente cotidianas que, enseguida, nos llevan a un plano superior». También fue reseñado por Ainhoa Sáenz de Zaitegui en El Cultural.

### El mal de amén. Tríptico(Monte Carmelo, 2011)
Esta obra está compuesta por tres volúmenes independientes (Tú y un otoño encendido, Me acerco a tu respiración y Termina tú el trabajo). Mª del Carmen Bobes Naves, catedrática de Teoría de la Literatura y Literatura Comparada de la Universidad de Oviedo, publicó en la revista "Archivum" un detallado análisis semiótico y textual de esta obra en el que la autora entronca El mal de amén con San Juan de la Cruz y la tradición mística española, concluyendo que «el Tríptico es una poesía original que (...) pasa de una mística de amor y desprendimiento a una mística de la vida cotidiana». Ainhoa Sáenz de Zaitegui reseñó el libro en El Cultural como «poesía de verdad a contracorriente, de verdad revolucionaria, de verdad».

### Pintura de interiores. Cuarteto(Libros del Aire, 2013)
En este volumen se recogen cuatro libros (Inquieta levadura, Azul sin fingimiento, De piedra encendida y yerta y Donde las manos ven) que, según el autor en el prólogo, «forman un cuarteto no sólo en el sentido obvio del número sino también, y sobre todo, en referencia a la composición musical de este nombre, en la que varios temas (frases, motivos, melodías) dialogan, se responden, se complementan; evolucionan y se modifican». Fue reseñado por Ainhoa Sáenz de Zaitegui en El Cultural, que lo calificó como una «red sinestésica de artes y percepción» que «funciona como un organismo autónomo que cambia de volumen, de postura y significado a cada palabra leída». Pintura de interiores. Cuarteto ha sido reseñado también en los blogs literarios de los poetas Carlos Alcorta y José Luis Morante.

### Transoscurecer. Las últimas muertes de Paul Celan(Arena Libros, 2016)
En los versos de este libro se recrea la angustia de las últimas horas del poeta Paul Celan. El autor denomina a este libro "oratorio", pues se trata de un poema coral en el que numerosas voces, que vienen de distintos lugares, tiempos y personas, resuenan en el alma sufriente del protagonista. En su reseña para la revista cultural "Turia", Carlos Alcorta calificó la obra como un «un proyecto de una envergadura superlativa» en el que José Manuel Suárez da forma, con «vitalidad poética», a un «conglomerado de voces que surgen de la precipitación del recuerdo» durante «esa especie de sonambulismo producido por la agonía» de Paul Celan. 
Este libro fue reeditado en 2018, con numerosos cambios y correcciones respecto a la edición anterior, por la editorial Ars Poetica, con el título El grabador de sílabas. Muerte y reparación de Paul Celan. Algunos fragmentos de este libro fueron publicados también en el número 3 de la revista Licencia Poética, dedicado a la poesía escrita en los campos de concentración nazis.

### Abedules, contra las nubes claras(Ars Poetica, 2018)
El título es un verso del poema "Otros aires" de Luis Cernuda. En la introducción el autor dice que este libro está compuesto por «breves textos líricos o meditativos, de desengaño o de entrega», escritos durante un cierto apartamiento en «campos hondos, bosques oscuros, caminos sin nadie», tras haber estado «contagiado por el dolor de Paul Celan» al escribir su anterior obra. Abedules, contra las nubes claras fue reseñado por José Manuel Sánchez Ribas, Carlos Alcorta, Javier Gallego, y Jaco Liuva. José Manuel Sánchez Ribas destacó del libro que se trata de «un conjunto de textos breves, pero no por ello menos intensos. Sencillos de lectura, complejos y profundos en el contenido, nos llegan muy adentro con su lectura. Unos son más espirituales, otros más terrenales, pero en el verso encuentran su hábitat ideal, convertidos en reflexión tanto como en sentimiento».

### Paloma o larga nieve(Tiberíades, 2021)
La versión electrónica de este libro está disponible de forma gratuita en la web de la editorial Tiberíades. En una entrevista, el autor denomina a este libro «una visitación del Cantar de los cantares» e indica que «está escrito en géneros muy antiguos: los autos medievales y las cantigas de amigo. (...) Buscaba un cierto volver a la raíz. Y en el origen de toda nuestra tradición poética están jarchas, autos, cantigas...». En su reseña de libro, Javier Gallego lo define como una «simbiosis de la poesía de tradición eclesial, más culta, y de la lírica popular» y señala dos referentes líricos: «por la parte mística, San Juan de la Cruz; por el aspecto sensual y lírico, Juan Ramón Jiménez». De estos referentes toma el poemario «una contención expresiva, un verso claro, un ritmo corto, una musicalidad discreta». Elena Marqués, en la revista web Culturamas, destacó que "la belleza que consigue Suárez en la reconstrucción del tema del amor nos hace deslizarnos por el texto sin casi darnos cuenta, e incluso se nos antoja recitarlo en voz alta". También ha sido reseñado por Manuel López Azorín en su blog.

### Poesía
- 1994 En sigilo de llama.[37] Colección Adonáis, Ediciones Rialp. ISBN 84-321-3047-8
- 1996 Desde más luz.[38] Calambur Editorial. ISBN 84-88015-21-6
- 1998 La tierra en tantas manos. Fundación Jorge Guillén. ISBN 84-89707-15-4 (Texto completo en Google Libros)
- 2002 Que en pan crecía.[39] Calima Ediciones. ISBN 84-89972-47-8
- 2006 En sed de alianza.[40] Colección Adonáis, Ediciones Rialp. ISBN 84-321-3598-4
- 2009 Tras la huella de un ala. (Premio Ciudad de Salamanca de Poesía 2008) ISBN 978-84-96603-66-0
- 2010 Oigo unos ojos. Misereres y payasos de Rouault.[41] (Tansonville, 2010) ISBN 978-84-613-9105-9
- 2010 La velocidad de los muertos.[42] Editorial Pre-Textos. ISBN 978-84-92913-32-9
- 2011 El mal de amén. Tríptico.[43] Editorial Monte Carmelo.
  - I - Tú y un otoño encendido[44] (ISBN 978-84-8353-343-7).
  - II - Me acerco a tu respiración[45] (ISBN 978-84-8353-344-4).
  - III - Termina tú el trabajo[46] (ISBN 978-84-8353-345-1).
- 2013 Pintura de interiores. Cuarteto.[47] Editorial Libros del Aire. ISBN 978-84-940469-3-0
  - I - Inquieta levadura
  - II - Azul sin fingimiento
  - III - De piedra encendida y yerta
  - IV - Donde las manos ven
- 2016 Transoscurecer. Las últimas muertes de Paul Celan. Oratorio.[48] Arena Libros. ISBN 978-84-15757-21-4. Reeditado con numerosas correcciones en 2018 con el título El grabador de sílabas. Muerte y reparación de Paul Celan.[25] Ars Poetica. ISBN 978-84-948593-7-3
- 2018 Abedules, contra las nubes claras.[49] Ars Poetica. ISBN 978-84-947944-0-7
- 2021 Paloma o larga nieve. Tiberíades Ediciones. https://tiberiades.org/wp-content/uploads/2021/02/ebook-Paloma_o_larga_nieve.pdf

### Ensayo
- 2012 "Una casa de luz en la memoria", introducción al libro Ícaro & Co., de Eduardo Fraile. Editorial Libros del Aire. ISBN 978-84-940387-4-7
- 2016 "Cuando el poema se transfigura en canto de aquel sol", prólogo al libro Transgótico fulgor. XXV años de poesía, de Ilia Galán.[50] Editorial Ars Poética. ISBN 978-84-942915-7-9
- 2017 “Versos que me sostienen y consuelan”, epílogo al libro La cruz dorada de Ilia Galán.[51] Editorial Ars Poética. ISBN 978-84-946787-4-5
- 2017 "Búsqueda incesante de la más alta paz", prólogo a la antología poética de Jesús Aparicio González, Huellas de gorrión.[52] Editorial Ars Poetica. ISBN 978-84-947330-5-5
- 2018 “Ya no he vuelto a ver más mariposas. Poesía escrita en Auschwitz”. Revista Licencia Poética n.º 3 (pp. 5-10).[26] ISSN 2531-2626.
- 2018 "Cuando todo es silencio nos habla la poesía" sobre el poeta judío Itsjok Katzenelson. Revista Licencia Poética n.º 3 (pp. 43-51).[26] ISSN 2531-2626.
- 2018 “Poesía nórdica: destellos de una tempestad espiritual”. Revista Licencia Poética n.º 4 (pp. 5-8).[53] ISSN 2531-2626.
- 2018 “Poeta en Nueva York: azar y necesidad del símbolo”. Revista Licencia Poética n.º 5 (pp. 7-16).[54] ISSN 2531-2626.
- 2019 “África negra: poesía de la supervivencia”. Revista Licencia Poética n.º 6 y 7 (pp. 7-10).[55] ISSN 2531-2626.
- 2019 “José Luis Hidalgo: El alzheimer de Dios. Mística del Gólgota”. Revista Licencia Poética n.º 8 (pp. 5-8).[56]  ISSN 2531-2626.
- 2019 “Hidalgo, poeta místico. Una interpretación”. Revista Licencia Poética n.º 8 (pp. 133-154).[56]  ISSN 2531-2626.
- 2019 “Escribir poesía, oficio de la necesidad”. Revista Licencia Poética n.º 9 (pp. 7-12).[57] ISSN 2531-2626.
- 2020 “Poesía en internet”. Revista Licencia Poética n.º 10 (pp. 7-10).[58] ISSN 2531-2626.
- 2021 “Un centro en la periferia”. Revista Licencia Poética n.º 11 y 12 (pp. 5-6).[59]
- 2021 “Raíz”, prólogo al libro Tebrae, de Ismaël Diadié Haïdara.[60] Editorial Libros del Aire. ISBN 978-84-123635-3-1
- 2022 "Pueblos en extinción, perenne poesía". Revista Licencia Poética n.º 13 y 14 (pp. 5-7).[61]

### Antologías
- 2010 Participa en la antología de poesía religiosa Cantad a Dios con salmos, himnos y cánticos inspirados[62] de la editorial San Pablo.
- 2010 Poema homenaje a San Juan de la Cruz: Quizá echando a rodar el corazón desde aquel monte tuyo, publicado en la revista Magnificat nº85, Diciembre de 2010 (pp. 180-185).
- 2014 Participa en la antología poética En legítima defensa. Poetas en tiempos de crisis.[63] Bartleby Editores. ISBN 978-84-92799-71-8
- 2014 Participa en la antología poética La música extremada.[64] Fundación Salamanca Ciudad de Cultura y Saberes. ISBN 978-84-941805-6-9